# Iglesia de Mulluri
La iglesia de Mulluri se ubica en la localidad de Mulluri en la región de Arica y Parinacota, Chile. Se construyó a fines del siglo XIX y posee un estilo entre barroco andino y neoclásico. Fue declarada Monumento Nacional de Chile, en la categoría de Monumento Histórico, mediante el Decreto Exento n.º 1778, del 24 de noviembre de 2005.

## Historia
La localidad de Mulluri se encuentra en el altiplano chileno, y pertenece a la comuna de Camarones. La comunidad aimara de Mulluri posee raíces asociadas a la cultura tiahuanaco. Durante la invasión española se produjo un proceso de sincretismo en el cual la población adoptó la religión católica. La iglesia se construyó a fines del siglo XIX y se presume que contó con la participación de «maestros mayores», «maestros constructores» y «maestros artesanos». Hacia el año 1914 se realizan modificaciones en la fachada, techumbre y se cambian algunas vigas de cactus por otras de pino de Oregón. Actualmente la localidad está deshabitada, pero los antiguos habitantes siguen manteniendo el pueblo.
En 2007, la fundación Altiplano, financiada por el programa «Puesta en Valor del Patrimonio» de la Subsecretaría de Desarrollo Regional y Administrativo, anunció la restauración completa del monumento. Hasta el 2012 el proyecto sigue pendiente.

## Descripción
El monumento corresponde a la iglesia principal, la iglesia antigua, dos templetes o calvarios, y un cerco de piedra que delimita el área. La iglesia principal está compuesta por una sola nave, el campanil y una pequeña habitación anexada a la nave que sirve de bodega. Está orientada de oriente a poniente, según las costumbres aimaras. Posee una base rectangular simétrica, sobre la que se levantan gruesos muros de mampostería de piedra. La solidez del muro es reforzada por los contrafuertes —también de mampostería— y por el campanil, que actúa como soporte del muro lateral sur.
Los dos templetes, construidos a base de mampostería de piedra y de revoco, no superan los dos metros de altura. Poseen dos cuerpos y los remata un chapitel de tejas de arcilla cocida, sobra las cuales reposan dos cruces. La iglesia antigua, también llamada oratorio, es de menor tamaño que la nueva y está emplazada sobre una base rectangular. Esta estructura carece de techumbre y solo permanecen en pie sus muros y contrafuertes. El cerco de piedra posee una altura de 1,25 metros a lo largo de toda su extensión.